# جون دبليو. غريغز
جون دبليو. غريغز هو محامي وقاضي وسياسي أمريكي، ولد في 10 يوليو 1849 في نيوتن في الولايات المتحدة، وتوفي في 28 نوفمبر 1927 في باترسون في الولايات المتحدة. نشط حزبياً في الحزب الجمهوري.

## مناصب
- انتخب نائب عام الولايات المتحدة (25 يناير 1898 – 29 مارس 1901).
- انتخب عضو مجلس ولاية نيوجيرسي ‏.
- انتخب عضو جمعية نيوجيرسي العامة ‏.
- انتخب حاكم نيو جيرسي [الإنجليزية]‏ (21 يناير 1896 – 31 يناير 1898).

## وصلات خارجية
- جون دبليو. غريغز على موقع إن إن دي بي (الإنجليزية)